# Pinzano
Pinzano (Pinzan in dialetto milanese, AFI: [pĩˈtsãː]) è una frazione del comune italiano di Limbiate in provincia di Monza e della Brianza, posta a sud del centro abitato, verso Senago.

## Origine del nome
Pare evidente il riferimento alla vegetazione presente: il toponimo "Pinzano", infatti deriva da Plantianus o Planziano, della Gens Plantia.

## Storia
Pinzano fu un antico comune e una parrocchia del Milanese. Il comune era compreso invece nella contea di Bollate, feudo dei Pirovani. La contea di Bollate passò, man mano, ad Ottaviano Rho (1518), fu confiscata per motivi politici pochi anni dopo e concessa prima a Francesco II Sforza e poi, nel 1530, a Giacomo Gallarati. Nel 1580 fu investito della contea il marchese Giorgio Manriquez, i successori del quale nel XVIII secolo cedettero alcuni feudi, tra i quali appunto Pinzano, ad Ottavia Ugolani.
Nell'estimo voluto dall'imperatrice Maria Teresa nel 1771 risultava avere 301 abitanti. Nel 1809 fu soppresso con regio decreto di Napoleone ed annesso a Senago, per essere poi ripristinato con il ritorno degli austriaci. Fu nuovamente soppresso nel 1869 con regio decreto di Vittorio Emanuele II dell'11 aprile, venendo aggregato coi suoi 528 abitanti a Limbiate, seppur fosse località con cui non aveva legami storici.
Oggi il quartiere è noto in quanto vi ha sede il nuovo e moderno Teatro Comunale di Limbiate inaugurato nel 2009 e l'associazione bandistica Corinna Bruni nata nel quartiere nel 1980 in memoria dell'omonima cantante lirica vissuta a Pinzano.

## Infrastrutture e trasporti
Pinzano è attraversato dalla strada provinciale 175, che unisce Bollate a Mombello. Nell'area più orientale della città, presso il quartiere Villaggio dei Giovi, inoltre, passa la strada provinciale 35 dei Giovi, chiamata anche Comasina, che collega Milano (Piazzale Maciachini) a Como e alla Svizzera.
La frazione non è servita da linee ferroviarie.
Lungo la strada Comasina, ha transitato (fino a ottobre del 2022) la tranvia Milano-Limbiate, gestita da ATM, che collegava il Quartiere Comasina con il Mombello.
Inoltre, alcune linee di autobus, gestite da Airpullman e Autoguidovie, collegano Pinzano ai quartieri e ai comuni limitrofi, ad esempio Saronno (Linea Z111 AirPullman), Monza (Linea Z205 AutoGuidovie), Desio/Cesano Maderno (Linea z250 e z251 AutoGuidovie), Bollate e Senago (Linea z130 AirPullman), Paderno Dugnano (Linea z195 AirPullman).